# نيلس بانغ
نيلس بانغ (بالإنجليزية: Nils Bang)‏ هو عالم جنوب أفريقي، ولد في 13 سبتمبر 1941، وتوفي في 2 ديسمبر 1977.